# Fujino Chūjirō
Fujino Chūjirō (japanisch 藤野 忠次郎; geboren 21. Februar 1901 in der Präfektur Saitama; gestorben 23. Juli 1985) war ein japanischer Geschäftsmann, der das nach 1945 aufgelöste Unternehmen Mitsubishi wieder zusammenführte. 

## Leben und Wirken
Fujino Chūjirō machte 1925 seinen Abschluss an der Universität Tōkyō und trat dann in das Unternehmen Mitsubishi ein.
Als nach dem Zweiten Weltkrieg das Mitsubishi-Firmenkonglomerat auf Anweisung der Siegermächte aufgelöst werden musste, bemühte sich Fujino als Verhandlungsführer den Generalheadquarters (GHO) gegenüber um den Wiederaufbau. Ab 1954 gelang es ihm, die verschiedenen Zweigunternehmen wieder zusammenzuführen. 1966 wurde er Präsident dieses neuen Mitsubishi-Konzerns, 1974 Vorstandsvorsitzender.
Von 1974 bis 1979 wirkte Fujino als Organisator der „Mitsubishi Fridays Association“ (三菱金曜会, Mitsubishi kinyō-kai), dem regelmäßigen Treffen der Spitzen von 27 Mitsubishi-Unternehmen. Er wirkte zudem als Vizepräsident der „Tōkyō Chamber of Commerce and Industries“ (東京商工会議所, Tōkyō shōkō kaigisho).
Auf Grund seiner Verdienste wird Fujino auch „Chūkō no So“ (中興の祖), „Vater der Wiederherstellung“ genannt.